# Фондация „Апачи Софтуер“
Фондация „Апачи Софтуер“ (на английски: Apache Software Foundation) осигурява „поддръжка на чадъра“ за проекти с отворен код на Апачи. Общностните проекти на Apache се характеризират със съвместно разработване, основано на споразумение, отворен лиценз за софтуер и желание за създаване на висококачествен софтуер, който да бъде пазарен лидер в своята област. Софтуерът от Apache се разпространява под лицензните условия на Апачи.
Сред софтуерните проекти на Апачи са най-популярният Web сървър в света – Apache HTTP Server и спам филтъра SpamAssassin. Фондацията също така хоства стотици Java проекти, повечето от които са станали де факто стандарти в софтуерното инженерство. Освен това фондът хоства референтни и моделни реализации на много Java и Java EE стандарти, както и XML и SOA.

## Проекти
Към март 2017 г. Апачи има около 300 основни проекта и около и 60 проекта инкубатори. Сред тях:
- Http Server
- Apache Tomcat
- Subversion (софтуер)
- Апачи Ант
- Апачи Касандра
- Апачи Хайв
- Апачи Кафка
- Apache Bloodhound: Уеб базирана система за управление на проекти и проследяване на грешки, изградена върху Trac.[1] Той е разработен и поддържан от доброволци от Фондация Апачи софтуер. Първоначално е включен в инкубатора,[2] а от 20 март 2013 г. става основен проект.[3][4][5][6] Макар към април 2023 г. официално да продължава да се разработва,[7] последната официална версия на софтуера е от декември 2014 г.[8]